# Paya Sampir
Paya Sampir is een bestuurslaag in het regentschap Deli Serdang van de provincie Noord-Sumatra, Indonesië. Paya Sampir telt 142 inwoners (volkstelling 2010).